# Rory McLeod
Rory McLeod (* 26. März 1971 in Wellingborough) ist ein jamaikanisch-englischer Snookerspieler. Seit 1991 ist er mit Unterbrechungen als einziger schwarzer Profi auf der Snooker Main Tour aktiv. Bis 2019 spielte er für sein Geburtsland England, nachdem er für ein Jahr seinen Profistatus verloren hatte, trat er ab 2020 für das Heimatland seiner Eltern Jamaika an.

## Karriere

### Anfänge und gelegentliche Teilnahme an Profiturnieren in den 1990er Jahren
Rory McLeod spielte in seiner Kindheit vor allem Fußball, seine Hoffnung, zu einem großen Verein zu kommen, erfüllte sich aber nicht. Er begann relativ spät als Schüler mit dem Billard und spielte bei einem Freund, der einen Tisch hatte, bevor er mit 13 Jahren in einen Snookerclub eintrat. Als sich 1991 die Profitour für alle Spieler öffnete, nahm auch er an den Qualifikationsrunden für die großen Turniere teil. Bei den British Open 1992 gelangen ihm seine ersten Siege. Allerdings fand er keine Unterstützer und Sponsoren, er musste sich Lebensunterhalt und Antrittsgelder in Vollzeit verdienen. Er arbeitete unter anderem in seinem studierten Beruf als Computerfachmann, als Frisör im Laden seines Bruders, als Kneipenwirt und als Betreiber einer Snookerhalle in Northampton. Deshalb nahm er nach dem ersten Jahr nur noch sporadisch an einzelnen Turnieren teil und setzte einige Zeit ganz aus. 1996 unternahm er wieder einen ernsthaften Anlauf. Er erreichte bei der UK Championship die fünfte Runde, wo er nur knapp mit 4:5 gegen Marcus Campbell verlor, und kam beim European Open erstmals unter die letzten 128. Für die Qualifikation für die Main Tour, die 1997 eingeführt wurde, reichte es aber nicht. Deshalb stellte er Snooker erst einmal wieder hintan und nahm nur vereinzelt an der UK Tour bzw. an der weiterhin offenen Weltmeisterschaft teil, wo er es 1999 immerhin bis in Runde 5 schaffte. Im selben Jahr hatte er bei der Benson and Hedges Championship seinen ersten Achtungserfolg. Bei dem Turnier, an dem bis auf die Top 16 die besten Profis vertreten waren, erreichte er nach Siegen über Jamie Burnett und Michael Judge die Runde der letzten 32.
Ende der 1990er kam es auch zu einer zufälligen Begegnung mit einer Spielergruppe aus Katar an der Snooker Academy in Rushden. Der Kontakt zum Emirat auf der arabischen Halbinsel wurde ausgebaut und McLeod übernahm das Amt eines Nationaltrainers. In seinen spielfreien Zeiten reiste er nach Katar und nach kurzer Zeit konvertierte er vom Christentum zum Islam. Die Religion nimmt bei ihm den höchsten Stellenwert ein und fällt dadurch auf, dass er Schiedsrichterinnen aus religiösen Gründen nicht die Hand gibt. Die Trainertätigkeit begleitete ihn von da an durch seine weitere Karriere und half ihm, sein Sportleben zu finanzieren.

### Beginn einer ernsthaften Profikarriere in den 2000ern
2001 gelang McLeod dann über die Endwertung der Challenge Tour 2000/01 die Qualifikation für die Main Tour und er durfte ab der Runde der letzten 128 an den großen Turnieren teilnehmen. Beim LG Cup schaffte er es unter die letzten 48 und bei den Welsh Open unter anderem nach Siegen über Stephen Maguire und Dominic Dale sogar unter die letzten 32. Damit hatte er nach seinem ersten Jahr in der Topklasse erstmals eine zweistellige Platzierung in der Snookerweltrangliste erreicht. Im Jahr darauf erreichte er bei den Scottish Open erneut die Letzten 32 und besiegte mit Tony Drago einen weiteren Top-32-Spieler. In der Saison 2003/04 holte er bei den beiden größten Turnieren, der UK Championship und der Weltmeisterschaft mit dem Erreichen der Runde der letzten 48 viele Punkte und näherte sich nach drei Jahren den Top 64. Ein Achtungserfolg außerhalb der Profiturniere war der Sieg bei Turnier 3 der WSA Open Tour, einer Pro-Am-Turnierserie, wo er im Finale Mark Gray mit 5:2 schlug.
In der Folgesaison erreichte er erneut zweimal die Runde der letzten 48, bei den Welsh Open und dem Malta Cup, sowie drei weitere Male die Letzten 64. In der Weltrangliste stieg er bis auf Platz 49. Dies verschaffte ihm eine bessere Ausgangsposition, weil er sich ab der Saison 2005/06 eine Qualifikationsrunde sparte. Beim Grand Prix 2005 besiegte er Topspieler Paul Hunter, der allerdings kurz zuvor seine tödliche Krankheit öffentlich gemacht hatte, und erreichte die Letzten 32. In der Masters-Qualifikation (ohne die Top-16-Spieler) verlor er im Halbfinale knapp mit 4:5 gegen Stuart Bingham. 2006/07 kam er dreimal unter die Letzten 48 und landete damit auch auf Weltranglistenplatz 48. Die Runde der letzten 48 war auch in der folgenden Saison sein Maximalergebnis, das er bei den Ranglistenturnieren dreimal erreichte.

### Erfolgreichste Jahre auf der Profitour
In der Saison 2008/09 machte er dann noch einmal einen deutlichen Schritt nach vorne. Bei der Northern Ireland Trophy und der UK Championship kam er unter die Letzten 32. Dasselbe gelang ihm bei der Weltmeisterschaft, was bedeutete, dass er es zum ersten Mal in die Endrunde im Crucible Theatre geschafft hatte. In diesem Jahr zeigte er, dass er mit Top-32-Spielern wie Stuart Bingham, Dave Harold und Ian McCulloch mithalten konnte. 2009/10 war die Runde der letzten 32 bei der UK Championship sein bestes Ergebnis, bei der WM verpasste er durch ein knappes 9:10 gegen Gerard Greene nach zwischenzeitlicher 7:4-Führung den zweiten Endrundeneinzug. Die größten Erfolge hatte er aber außerhalb der Ranglistenturniere. Er gewann gegen Andrew Higginson die Masters-Qualifikation und durfte damit auch beim dritten Triple-Crown-Turnier antreten, wo er allerdings im ersten Spiel gegen Mark Williams ausschied. Beim Paul Hunter Classic in Fürth, einem Pro-Am-Turnier, gewann er sowohl gegen Mark Selby als auch gegen Ryan Day – beides Top-10-Spieler – mit 3:0 und im Halbfinale verlor er denkbar knapp auf Schwarz im Decider mit 2:3 gegen Shaun Murphy, den späteren Sieger. Damit war er mit immerhin schon 39 Jahren auf dem Höhepunkt seiner Karriere und auf Platz 34 der Weltrangliste. Rory McLeod spielte danach zwar weiter erfolgreich mit, der Sprung unter die Top 32 sollte ihm aber nicht gelingen.
Die Saison 2010/11 brachte eine Neuerung mit der Players Tour Championship (PTC), einer Serie von Kleinturnieren mit geringerer Wertigkeit für die Rangliste. Beim fünften Turnier in Sheffield gelang ihm dabei erstmals bei einem Turnier um Ranglistenpunkte der Viertelfinaleinzug. Beim Prague Classic 2010 schied er in Runde 3 gegen Issara Kachaiwong aus, nachdem er in dem Match das 76. offizielle Maximum Break der Snookergeschichte erzielt hatte. Beim Sonderformat Shoot-Out, einem Einladungsturnier, kam er bis ins Achtelfinale. Sein Zweitrundensieg gegen Tony Drago, bei dem er mit dem Ablaufen der Zeit die letzte und entscheidende Schwarze glücklich einlochte, wurde später als besonderer Höhepunkt der Saison ausgezeichnet („Moment of the Season“). Bei der abschließenden Weltmeisterschaft schaffte er mit 10:5 gegen Mark Davis seinen zweiten Endrundeneinzug, dem er mit einem 10:6 über Ricky Walden seinen ersten Crucible-Sieg folgen ließ. Im Achtelfinale war dann allerdings gegen den Weltranglistenersten John Higgins Schluss. Im Jahr darauf folgte beim PTC-Turnier in Gloucester sein zweites Viertelfinale. Bei den Australian Open kam er ins Achtelfinale. Danach war bei den größeren Turnieren aber spätestens in der Runde der letzten 32 Schluss und nach dem Erstrundenaus bei der WM war sein Aufwärtstrend in der Weltrangliste endgültig gestoppt.

### Auf und Ab der späten Karriere
In der Saison 2012/13 erreichte er bei den Bulgarian Open sein drittes PTC-Viertelfinale. Ein weiteres Achtelfinalergebnis bei einem großen Turnier gab es bei den China Open. Viermal musste er aber bei größeren Turnieren auch eine Auftaktniederlage hinnehmen. Im Jahr darauf brachte ihm der Ausfall von Ding Junhui ein weiteres Achtelfinalergebnis bei den Australian Open, daneben erreichte er aber nur noch beim World Open die Runde der letzten 32 und in der Weltrangliste rutschte er damit immer weiter bis auf Platz 49 ab. 2014/15 kam er dann nur noch zweimal unter die letzten 32, in Australien und bei der UK Championship. Bei der Weltmeisterschaft schied er zum vierten Mal in Folge im Auftaktspiel aus und als Nummer 62 schaffte er nur knapp um zwei Plätze den Verbleib auf der Profitour.
Im Jahr darauf gelang es McLeod aber noch einmal, den Trend zu drehen. Nach einem guten Saisonstart kam in der Players Tour Championship beim Ruhr Open 2015 sein Saison- und Karrierehöhepunkt. Mit Siegen über Mark Davis und Mike Dunn in den letzten Runden stieß er bis ins Finale vor und mit 4:1 gegen Tian Pengfei holte er sich mit 45 Jahren seinen einzigen Sieg bei einem Turnier um Ranglistenpunkte. Dem folgte zwar erst einmal eine Reihe von Auftaktniederlagen, aber weitere gute Ergebnisse gegen Saisonende, unter anderem das Achtelfinale bei den China Open brachte ihn wieder nach vorne. In der Saison 2016/17 gab es nach gutem Beginn erst eine Reihe von Rückschlägen und viele Auftaktniederlagen. Am Ende rettete er das Spieljahr aber, als er erst bei den China Open das Achtelfinale wiederholte und dann bei der Weltmeisterschaft zum dritten Mal das Crucible erreichte. Dort kämpfte er den Weltranglistenzweiten Judd Trump mit 10:8 nieder. In seinem zweiten WM-Achtelfinale war er gegen Stephen Maguire allerdings chancenlos. Es gab ihm aber einen Schub in der Weltrangliste und er stieg wieder bis auf Platz 41.

### Verlust des Profistatus, Amateurerfahrungen und Tourrückkehr mit 49 Jahren
2017/18 setzte aber eher die negative Phase der Vorsaison fort. Oft verlor er schon das erste Spiel, meist war aber spätestens in Runde 3 Schluss. Einzig beim Scottish Open kam er ins Achtelfinale. Da wenig Punkte hinzukamen, sein Turniersieg von 2015 aber aus der Zweijahreswertung fiel, musste er am Saisonende erneut um den Tourverbleib bangen, und nur weil er sich mit viel Kampfgeist bei der WM in die dritte Runde rettete, blieb er noch einmal unter den Top 64. Die Saison 2018/19 stand dann aber unter keinem guten Stern. Neben dem sportlichen Druck belastete McLeod auch der Tod seiner Eltern. Beide waren nach Jamaika zurückgegangen und starben in kurzem Abstand um den Jahreswechsel herum. Die Nachricht vom Tod seines Vaters erhielt er kurz vor seinem Drittrundenspiel beim German Masters, wo er zum ersten Mal in der Saison überhaupt so weit gekommen war. Später erreichte er noch das Achtelfinale beim Shoot-Out, das zwar für die Rangliste zählte, aber kaum Punkte brachte. Bei allen anderen Turnieren war spätestens in Runde 2 Schluss. Als Nummer 71 verlor er nach 18 Jahren am Stück auf der Main Tour seinen Profistatus. Er versuchte zwar unmittelbar im Anschluss den Verbleib über die Q School zu retten, bei allen drei Turnieren verpasste er aber die entscheidende Phase.
McLeod zog sich danach nicht etwa zurück, sondern spielte weiter sehr erfolgreich als Amateur mit Ambitionen auf eine Tourrückkehr. Bei den für Amateure offenen Gibraltar Open schaffte er es als einer von zwei Nichtprofis ins Achtelfinale. Bei der Challenge Tour 2019/20 kam er auch ohne Finalteilnahmen auf Platz 9 der Gesamtwertung und damit in die Play-offs, wo er allerdings im Halbfinale ausschied. Bei den WSF Open und der Europameisterschaft erreichte er jeweils das Achtelfinale. Daneben wurde er englischer Vizemeister und gewann zwei Turniere der englischen Amateurtour gegen ehemalige Profikollegen. Am Ende der Saison trat er dann zum zweiten Mal in der Q School an, doch mit nur einem Sieg in den ersten beiden Turnieren begann sie enttäuschend. Nachdem er aber im dritten Turnier zum Auftakt mit Thor Chuan Leong den stärksten Gegner besiegt hatte, marschierte er durch bis ins Entscheidungsspiel und mit 4:2 gegen Paul Davison gelang ihm die Wiederqualifikation für die Profitour für zwei weitere Jahre. Mit 49 Jahren war er der älteste erfolgreiche Q-School-Qualifikant.
Zur Saison 2020/21 beschloss McLeod wie zuvor bspw. Michael Georgiou und Eden Sharav zukünftig für sein Herkunftsland anzutreten. Nach Alex Peart in den offenen Tourjahren der 1990er war er damit der zweite Spieler unter der Flagge von Jamaika bei Profiturnieren. Seinen Neustart begann er mit einem überraschenden Erfolg in der Auftaktgruppe der Championship League, die er ungeschlagen und mit einem Sieg über Jack Lisowski überstand. Danach gab es zwar weitere Achtungserfolge gegen Top-32-Spieler wie David Gilbert, Gary Wilson und beim Shoot-Out gegen Stuart Bingham, er kam aber nie über die zweite Runde hinaus und sortierte sich somit am Ende des Profifelds ein. Auch in der nächsten Saison konnte er mit Siegen über Liang Wenbo und Luca Brecel und einer Teilnahme an der Runde der letzten 32 der Gibraltar Open wieder Achtungserfolge erzielen, doch am Saisonende war er auf der Weltrangliste nur auf Rang 78 platziert. Dadurch verlor er seinen Profistatus wieder und wurde erneut Amateur. Bei der anschließenden Q School erreichte er im ersten Event zwar das Entscheidungsspiel, musste sich aber in einem Duell des älteren Semesters dem Iren Fergal O’Brien geschlagen geben.

## Erfolge
Ranglistenturniere
- Achtelfinale: Weltmeisterschaft (2011, 2017), China Open (2013, 2016, 2017), Australian Goldfields Open (2011, 2013), Scottish Open (2017), Gibraltar Open (2020), Snooker Shoot-Out (2019), Northern Ireland Open (2023)

Minor-Ranking-Turniere
- Turniersieg: Ruhr Open (2015)
- Viertelfinale: in Sheffield (PTC-Turnier 5 2010), in Gloucester (PTC-Turnier 2 2011), Bulgarian Open (2012)

Qualifikation
- für das Masters: Masters Qualifying Event (2009)
- für die World Snooker Tour: Q School (2020 – 3. Turnier)